# Bishop Wilton
Bishop Wilton is een civil parish in het bestuurlijke gebied East Riding of Yorkshire, in het Engelse graafschap East Riding of Yorkshire met 554 inwoners.